# Linux From Scratch
Linux From Scratch (LFS) é um livro digital (e-book) escrito por Gerard Beekmans. Nesse e-book é explicado como montar um sistema Linux. O e-book está disponível livremente no sítio do desenvolvedor. Linux From Scratch atualmente está na versão 12.1 (lançada em 1º de março de 2024). A ideia do Linux From Scratch é instalar pacotes um a um conduzindo o usuário a um aprendizado. Além, naturalmente, de ter que compilar todo o software especificamente para o sistema funcionar geralmente resulta em um sistema mais leve e mais rápido, tornando assim um sistema feito por você e para você.
Parte do livro descreve a criação de um ambiente para a compilação, um sistema temporário, tal sistema também é fornecido através de um LiveCD, encontrado no sítio do desenvolvedor, este CD contém também o código fonte necessário para a compilação de diversos aplicativos. A tradução do livro para o português pode ser encontrada no sítio lfsptbr. além de uma lista de discussão.

## Projetos relacionados
- ALFS (Automated Linux From Scratch)  [2] - É um projeto que permite construir o sistema LFS automaticamente.
- BLFS (Beyond Linux From Scratch) [3] - É um projeto que continua onde o livro LFS termina.
- Dicas [4] - As Dicas do LFS são pequenos documentos que explicam como fazer coisas que não são abordadas nos livros LFS ou BLFS.
- Remendos [5] - O projeto Remendos serve como um repositório central para todos os remendos úteis para um(a) usuário(a) do LFS.